# Chen Xiao Wang

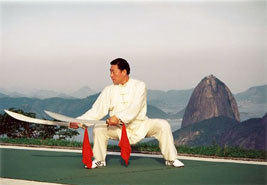
Chen Xiao Wang.

Chen Xiao Wang (陳小旺) (20 de Outubro de 1945, Henan, China) é um famoso mestre de Tai Chi Chuan estilo Chen.

## Histórico
Filho de Chen Zhao Xhu, filho mais velho de Chen Fake, foi aluno, além de seu pai, de Chen Zhao Pei e Chen Zhao Kuei. Descendente direto de Chen Wangting, criador do Tai Ji Quan, e atual lider da  19a. geração, é considerado patrimônio vivo pelo governo chinês e foi o criador de duas formas simplificadas de 19 e 38 posturas.
Nos anos 70 foi considerado um dos quatro pilares de Chenjiagou junto com Chen Zhenlei, Wan Xian e Zhu Tiancai.
Em 1980 foi treinador de Wushu na província de Henan, de 1980 a 1982 ganhou consecutivamente os campeonatos nacionais de artes marciais e em 1985 ganha, o primeiro campeonato internacional de Xian.
1988 é eleito presidente da Associação de Taijiquan de Henan.
1990 muda-se para Australia e desde então, viaja, dando workshops pelos cinco continentes.
Sua associação, Chenxiaowang World Taijiquan Association conta com milhares de adeptos em todo o mundo.

## Literatura
1. Chen, Xiao Wang, Chen Family Taijiquan China, ISBN 978-7-5009-3413-4
2. Dufresne,T. e Nguyen,J., Taijiquan Art Marcial Ancien de la Famille Chen, editions budostore, ISBN 2-908580-56-X
3. Gaffney, David e Sim, Davidine Siawvoon , Chen Style Taijiquan - The source of taiji boxing, North Atlantic Books, ISBN 1-55643-377-8